# ベールヴァルデ条約
ベールヴァルデ条約（ベールヴァルデじょうやく）またはベールヴァルデ協定（ベールヴァルデきょうてい）とは、1631年1月23日にフランスとスウェーデンとの間で結ばれた軍事同盟である。1630年に三十年戦争に介入したスウェーデンに対し、フランスは間接的にこれを支援する事となった。条約内容はフランスによるスウェーデンへの軍事資金の援助という形で現れた。また、同盟締結には、フランス宰相リシュリューの思惑も絡んでいた。　

## 条約内容
- 歩兵と騎兵は、フランスの資金で常備する。
- フランスは、帝国通貨でスウェーデンに資金援助する。
- スウェーデンは、神聖ローマ帝国におけるカトリック信仰を保障する。
- スウェーデンは、フランスの盟友であるバイエルン選帝侯を攻撃しない。
- フランス・スウェーデンは、向こう5年間、単独同盟も単独講和も結ばない。

フランスはリシュリューの下で神聖ローマ帝国に対する帝国政策が執られた。宰相となった1624年に対ハプスブルク同盟を締結したリシュリューは、これらの友好国の中でスウェーデンの軍事力に着目していた。一方のスウェーデンもハプスブルク家の普遍主義に対抗するため、スウェーデン普遍主義による世界帝国理念があった。そのための軍事資金を必要としていたのである。当初リシュリューは、直接的な武力行使は控え、介入は間接的に留めていた。これはリシュリューにとって主要な敵はスペイン・ハプスブルク家であり、オーストリア・ハプスブルク家に関しては、同盟者による武力介入によってオーストリア・スペインの両ハプスブルク家を分断し、フランスはスペインとの対決を図る、これがリシュリューの思惑であった。しかしカトリックの国家がプロテスタントの国家と同盟を結んだ事は、カトリック国のみならずローマ教皇からも激しい非難を呼び起こす事となる。

## 結果・影響
同条約を批准したスウェーデン国王グスタフ・アドルフは、本条約を盾にプロテスタント諸侯に通告するが、当初は相手にはされなかった。しかし1630年から翌1631年まで続いたマクデブルクの戦いは、皇帝軍の略奪と虐殺に及んだ。結果として北ドイツのプロテスタント諸侯はこぞってスウェーデンへの同盟締結へと至る事となった。フランスは5年間スウェーデンに支援し続けた。スウェーデン軍が戦闘を継続して来られたのも、フランスからの支援を始め、国外からによる軍事費調達が殆どであった。この様な戦時財政は、スウェーデンの勝利による信用の賜物であった。この状況を指してグスタフ・アドルフは、「戦争が戦争を育む」と表現した。
1634年以後、戦況が皇帝側に傾くと、軍事同盟は1635年にリシュリューとスウェーデン宰相オクセンシェルナによって更新された。そしてこの同盟締結によって、フランスは本格的に三十年戦争に介入するのである。この時もフランスはスペインに宣戦布告し、1659年まで続くフランス・スペイン戦争（西仏戦争）を開始するが、戦場は主に神聖ローマ帝国（フランス・スウェーデン戦争）であった。そしてスウェーデン軍は、皇帝軍との戦いを継続する。こうした両国の連携は時として不和を招く事もあったが、結果として三十年戦争の大勝利として帰結した（1648年、ヴェストファーレン条約）。スウェーデン側にとり、フランスとの同盟は有益なものであったが、その最大の魅力は軍事資金の援助であった。しかしこうした同盟政策は、後年スウェーデン外交にとって悪影響を及ぼす結果となり、1670年代に至るまでフランス外交に翻弄され続ける事となった。